# Снина (район)
Снина (словац. Okres Snina) — район Словакии. Находится в Прешовском крае. Административный центр — город Снина. На севере граничит с Польшей, на востоке с Украиной, на юге с районом Собранце Кошицкого края, на западе с районом Гуменне. На границе с Украиной в деревне Убля находится пункт пропуска Убля — Малый Берёзный.
Площадь составляет 805 км², население — 38 924 человек (2007).
На территории района находится 34 населённых пунктов, в том числе 1 город.

## Население
| Год:                | 1994   | 2004    | 2014    | 2024    |
| ------------------- | ------ | ------- | ------- | ------- |
| Количество человек: | 39 369 | 39 204  | 37 451  | 33 792  |
| Разница:            |        | −0,41 % | −4,47 % | −9,77 % |

### Статистические данные (2001)
Национальный состав:
- Словаки — 84,7 %
- Русины/Украинцы — 11,6 %
- Цыгане — 1,3 %
- Чехи — 0,5 %

Конфессиональный состав:
- Католики — 48,6 %
- Грекокатолики — 22,2 %
- Православные — 21,1 %
- Свидетели Иеговы — 1,2 %